# Internationaal filmfestival van Berlijn

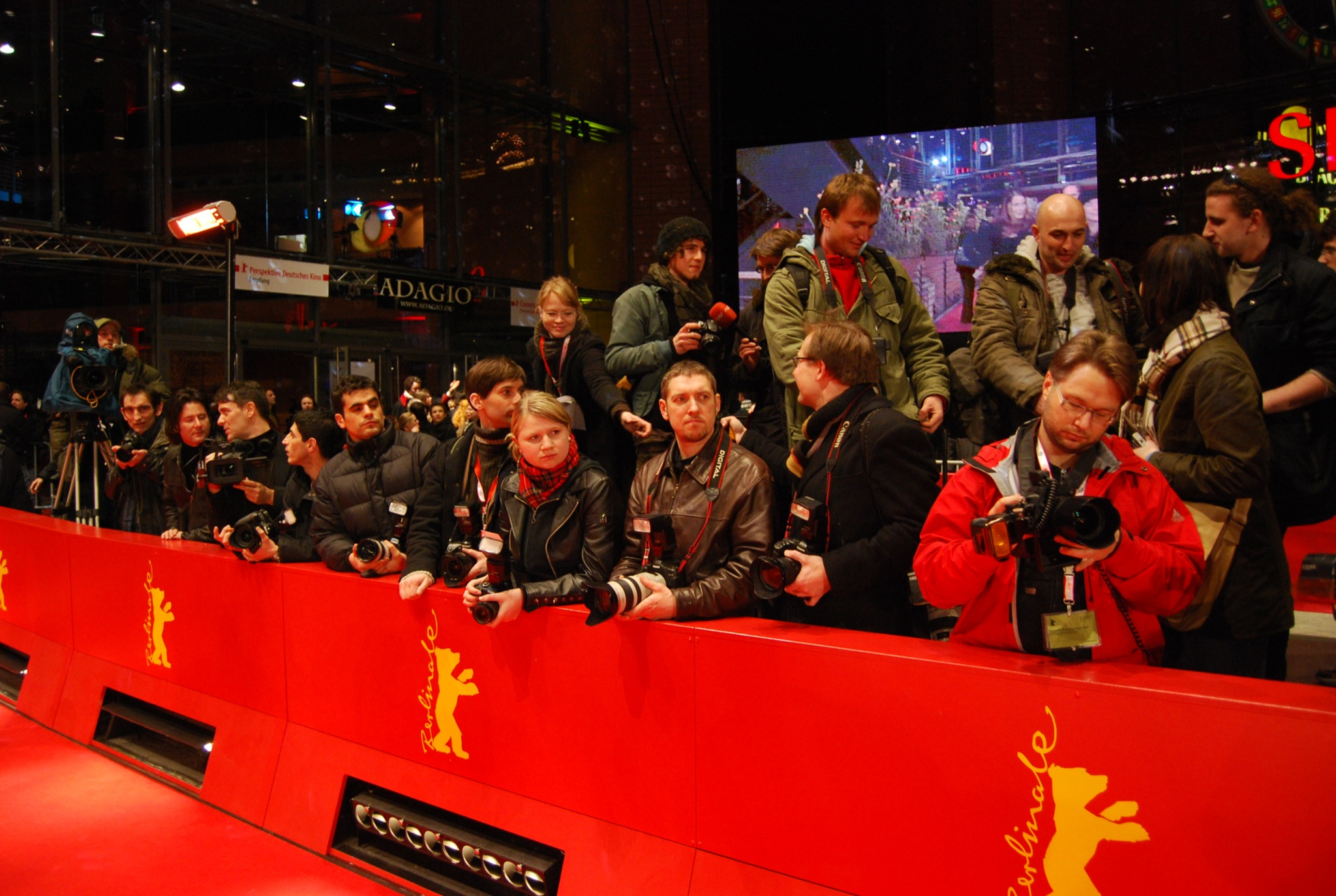
Fotografen aan de rode loper

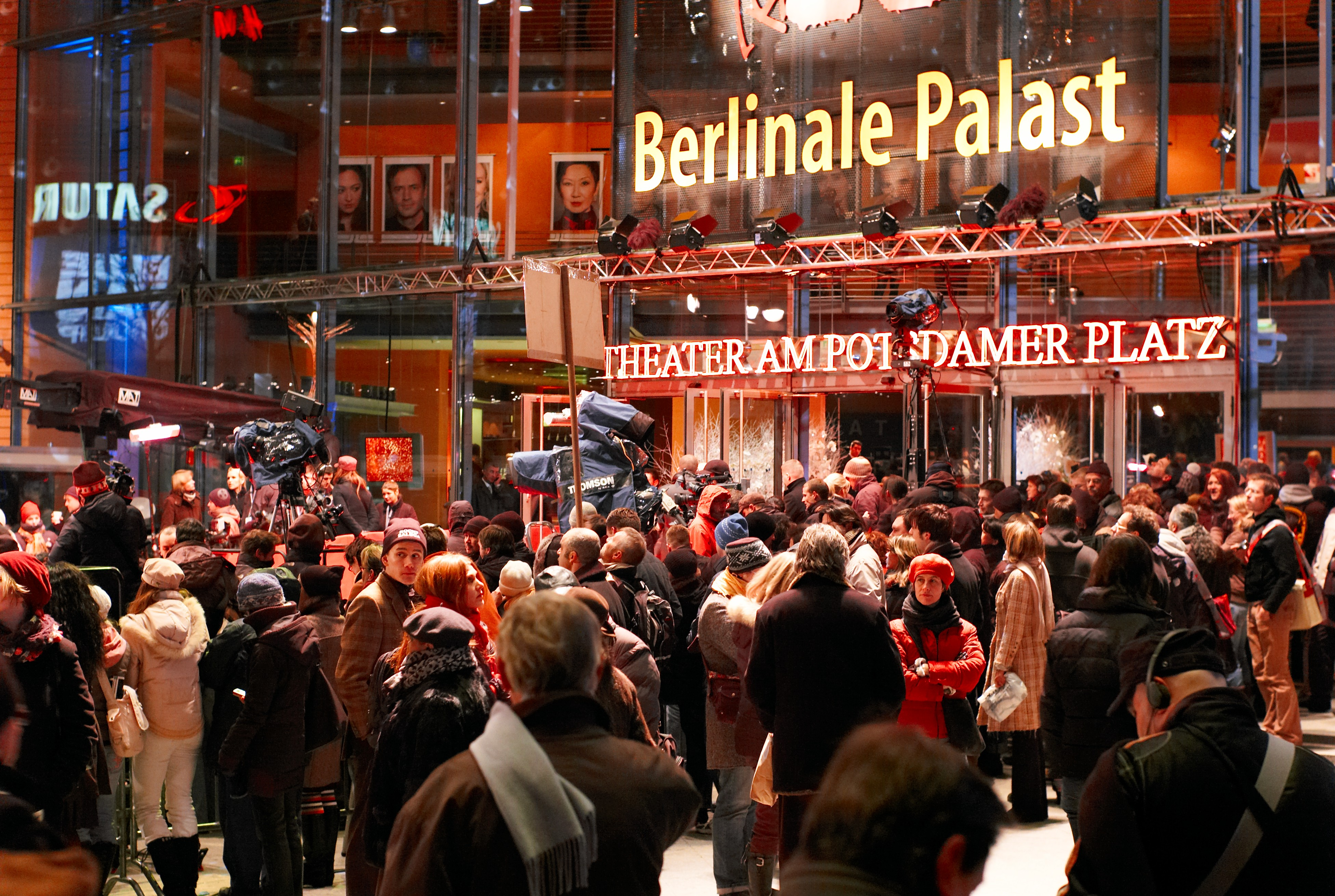
Drukte bij de ingang van een filmvoorstelling van de Berlinale

Het internationaal filmfestival van Berlijn (Duits: Internationale Filmfestspiele Berlin), ook bekend onder de namen Filmfest Berlin of Berlinale, is een van de belangrijkste internationale filmfestivals ter wereld. Het vindt jaarlijks plaats in de stad Berlijn, meestal in de maand februari, en duurt bijna twee weken. Op het filmfestival worden zo'n 400 films van over de gehele wereld vertoond. Tevens worden verscheidene filmprijzen uitgereikt, waarvan de Gouden Beer en de Zilveren Beer de belangrijkste zijn. Het filmfestival van Berlijn is met ongeveer 230.000 bezoekers per jaar het drukstbezochte filmfestival ter wereld.
Het filmfestival werd voor de eerste keer gehouden op 6 juni 1951. De openingsfilm was Rebecca van Alfred Hitchcock en de belangrijkste gast was de hoofdrolspeelster uit die film, Joan Fontaine.
De films worden getoond in verscheidene programma's. Grotere internationale speelfilms, die meedingen voor de Gouden Beer, worden getoond in de Wettbewerb (de "Competitie"), onafhankelijke films en art-housefilms in Panorama, films voor de jeugd in het Kinderfilmfest, films voor tieners in 14plus, Duitse films in een Perspektive Deutsches Kino en de meer experimentele films in het Internationalen Forum des Jungen Films. Behalve lange speelfilms worden ook korte films getoond tijdens deze programma's. Tevens is er jaarlijks een Hommage, gewijd aan een belangrijke filmmaker of een grote filmster, en een Retrospektive, waar oudere films en vergeten klassiekers worden getoond.

## Prijzen
Het filmfestival kent verscheidene jury's, verdeeld over twee categorieën. De officiële jury's overhandigen de officiële prijzen (waaronder de belangrijkste prijzen: de Gouden Beer en de Zilveren Beren), de onafhankelijke jury's overhandigen prijzen namens verscheidene instituten. Tevens zijn er twee publieksprijzen voor films uit de Panorama-sectie (één voor beste lange speelfilm, een voor beste korte film).

### Officiële prijzen
Het filmfestival kent meerdere officiële jury's, die de officiële prijzen uitreiken. De belangrijkste officiële jury is de Internationale Jury, bestaande uit minstens zeven belangrijke filmmakers. De Internationale Jury beoordeelt de films uit de Wettbewerb en reikt onder andere de Gouden en Zilveren Beren uit. Andere jury's zijn een Internationale jury voor korte films, die korte films uit de Wettbewerb en het Panorama-programma beoordeelt, een kinder- en een jeugdjury, die films beoordelen uit respectievelijk het Kinderfilmfest- en het 14plusprogramma, en een Kinderfilmfest Internationale Jury, bestaande uit vijf filmmakers die betrokken zijn bij de productie van jeugdfilms. In 2006 werd er een vijfde jury aan toegevoegd, namelijk de Bester Erstlingsfilm-jury, die prijzen uitreikt aan de beste debuterende filmmaker in de genoemde programma's. Naast deze juryprijzen kent het filmfestival nog twee officiële prijzen, de Ere-Gouden Beer en de Berlinale Kamera.

#### Prijzen van de Internationale Jury
- Gouden Beer (voor beste speelfilm)
- Zilveren Beer - Grote prijs van de jury (tweede prijs voor beste speelfilm)
- Zilveren Beer voor beste regisseur
- Zilveren Beer voor beste acteur
- Zilveren Beer voor beste actrice
- Zilveren Beer voor beste filmmuziek
- Zilveren Beer voor de beste artistieke bijdrage (van één persoon)
- Alfred Bauerprijs (voor een film die "nieuwe perspectieven toont" voor de filmkunst)

#### Prijzen van de Internationale Jury voor de Korte Film
- Gouden Beer (voor beste korte film uit het Wettbewerb-programma)
- Zilveren Beer (voor korte films uit het Wettbewerb-programma die een speciale vermelding verdienen)
- Panorama Kurzfilmpreis (Voor beste korte film uit het Panorama-programma)
- Prix UIP (Beste Europese korte film, zowel uit het Wettbewerb als het Panorama-programma)
- DAAD Kurzfilmpreis (voor de meest onconventionele en zich artistiek meest onderscheidende korte film uit het Panorama-programma)

#### Prijzen van de jeugdjury's
- Kristallen Beer voor beste lange film (uitgereikt door de kinder- en de jeugdjury)
- Kristallen Beer voor beste korte film (uitgereikt door de kinder- en de jeugdjury)
- Grote Prijs van het Deutsches Kinderhilfswerk (uitgereikt door de Kinderfilmfest Internationale Jury, aan de beste lange speelfilm)
- Speciale Prijs van het Deutsches Kinderhilfswerk (uitgereikt door de Kinderfilmfest Internationale Jury, aan de beste korte film)

#### Overige officiële prijzen
- Bester Erstlingsfilm (Beste debuutfilm) - één prijs voor het beste filmdebuut, geselecteerd uit de programma's Wettbewerb, Panorama, Kinderfilmfest en 14plus
- Goldenen Ehrenbären (Gouden Ere-Beer) - prijs waarmee een belangrijke grootheid uit de filmwereld wordt geëerd voor zijn gehele oeuvre
- Berlinale Kamera - prijs waarmee het filmfestival een persoon eert die een belangrijke band heeft met het filmfestival

### Onafhankelijke prijzen
Behalve de officiële prijzen worden er tijdens het filmfestival tevens een aantal onafhankelijke prijzen uitgereikt door jury's, waarvan de leden niet geselecteerd zijn door het filmfestival zelf. Zo zijn er diverse prijzen van de Deutsche Filmkritik, een prijs van de verenigde Duitse filmhuizen, de Amnesty International Filmprijs (voor films (veelal documentaires) over mensenrechten), de Teddy Awards (voor de films die (gedeeltelijk) gaan over homoseksualiteit) en de prijzen van de oecumenische jury (samengesteld door een protestantse en een katholieke filmorganisatie). Tevens zijn er de publieksprijzen, enkel voor films uit het Panorama-programma, en de prijzen van de zogenaamde lezersjury's, bestaande uit een geselecteerd aantal lezers van een bepaald tijdschrift (in dit geval twee plaatselijke dagbladen, de Berliner Morgenpost en de Berliner Zeitung, en het homotijdschrift Siegessäule.

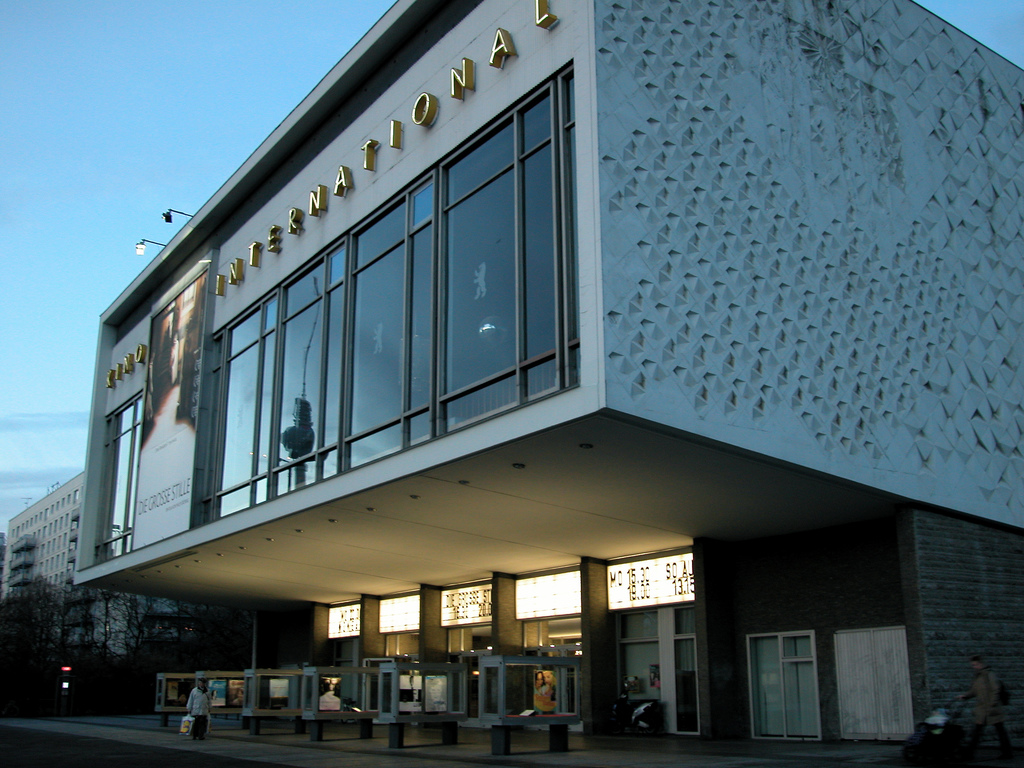
Kino International
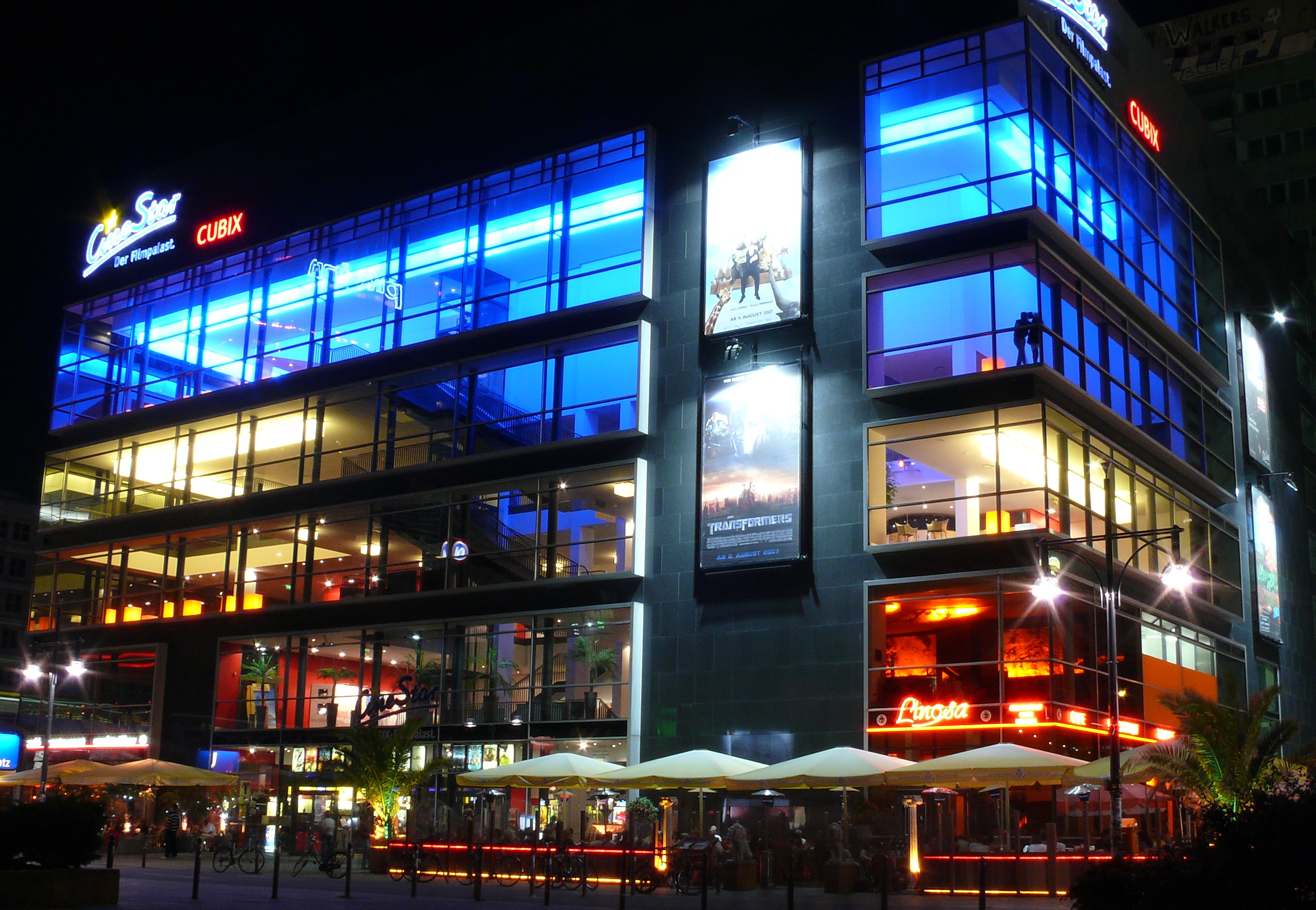
Cubix Kino
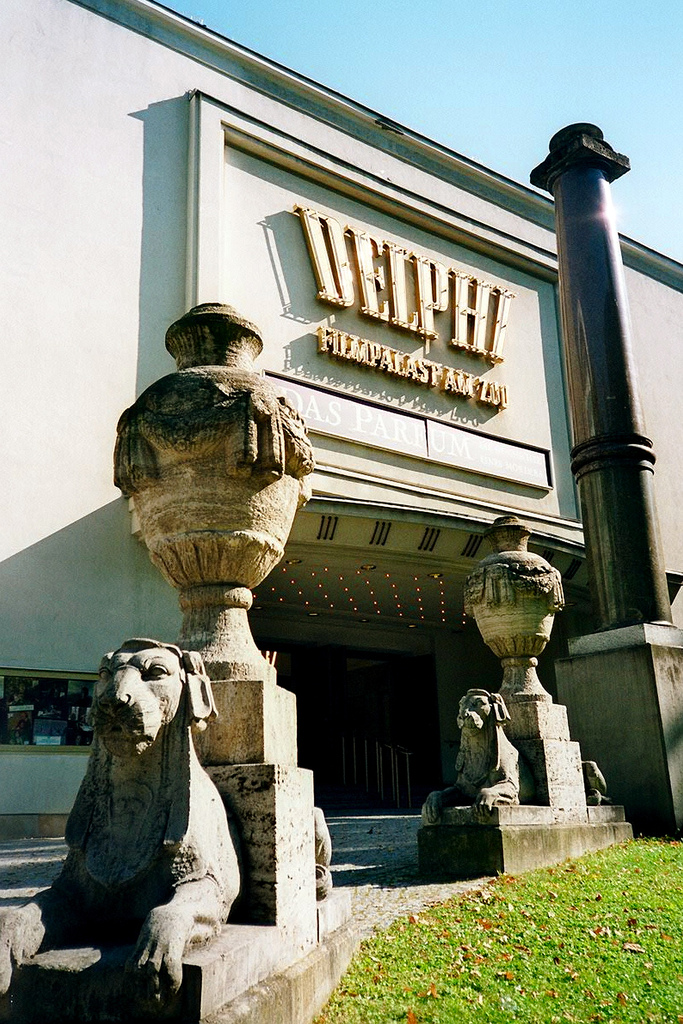
Delphi Filmpalast